# Barend Toes

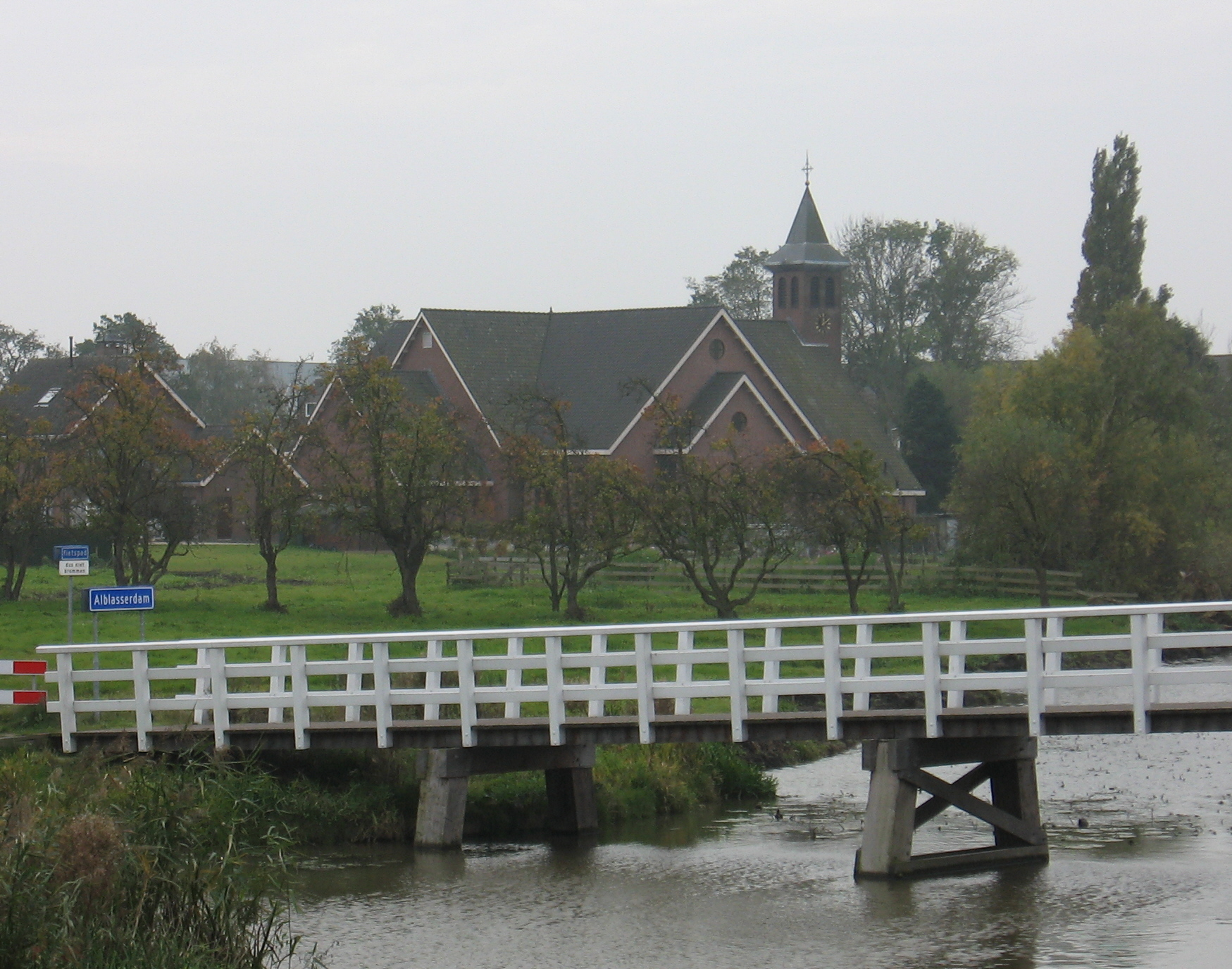
De Oud Gereformeerde Gemeente in Nederland te Kinderdijk

Barend Toes (Ermelo, 27 januari 1892 - Dordrecht, 29 juni 1973) was een Nederlandse predikant van de Oud Gereformeerde Gemeenten in Nederland.

## Levensloop
Barend Toes werd geboren op 27 januari 1892 in Telgt bij Ermelo, als zoon van een 'daglooner'. Van huis uit is hij Nederlands Hervormd opgegroeid. Tot zijn 26e jaar was hij in de landbouw werkzaam. In 1912 trad hij in dienst van een boer in Zunderdorp bij Amsterdam. In deze periode groeide het verlangen om zendeling of predikant te worden. Met het oog daarop leerde hij onder meer de Engelse taal. In Loenen aan de Vecht, waar Toes in 1916 aan de slag ging, trad hij in het huwelijk met IJda Hendrika van Ginkel, met wie hij een eigen boerenbedrijfje in Overberg begon. Hier werd in die dagen een evangelisatie opgericht, waar de jonge boer in 1918 voor het eerst een stichtelijk woord sprak tijdens een rouwplechtigheid. Vanaf die dag preekte hij regelmatig in de houten schuur waar de groep samenkwam. Al snel werd hij de vaste oefenaar. In 1921 institueerde de vrije predikant G.J. Wolbers de evangelisatie tot Vrije Oud Gereformeerde Gemeente, met Toes als lekenprediker. In 1926 zette die een punt achter zijn landarbeid en werd hij rondreizend oefenaar. Een jaar later ontving hij een beroep van de Vrije Gereformeerde Gemeente van IJsselmonde, dat hij aannam. Na drie jaar oefenen werd hij tot predikant bevestigd door ds. H.J. Grisnigt, voorganger van de Christelijke Afgescheiden Gemeente te Waddinxveen. Het aantal leden van de gemeente, onder wie nogal wat werknemers van de IJsselsteenbakkerij, groeide gestaag. De gemeente kwam zondags samen in het gebouw Fiat-Lux (Er zij licht) van de Nederlandschen Protestantenbond, dat in 1931 voor 2500 gulden werd aangekocht. Doordeweeks preekte ds. Toes vaak elders. Op 4 maart 1932 overleed zijn jongste zoon die Gerrit heette en slechts veertien maanden geleefd had en in 1933 stierf zijn eerste vrouw. Ds. Toes bleef met zes jongens en twee meisjes achter. Hij was enkele weken niet in staat om te preken.
Tot 1945 bleef hij in IJsselmonde, daarna vertrok hij naar Kinderdijk. Met deze gemeente sloot hij zich in 1952 aan bij de Oud Gereformeerde Gemeenten in Nederland, een kerkverband dat in 1948 was ontstaan. Toen ds. Toes in de gemeente te Kinderdijk kwam was dit een kleine gemeente van circa 200 personen, maar de kerk moest tijdens de bediening van ds. Toes tweemaal vergroot worden. Op 27 maart 1947 trouwde ds. Toes met weduwe Maria de Knecht. De huwelijksinzegening vond plaats door ds. M.A. Mieras. Te Kinderdijk ijverde ds. Toes voor het oprichten van een reformatorische school. Dit resulteerde in de Joh. Beukelmanschool, een basisschool waarin de Oud Gereformeerde Gemeente van Kinderdijk en de Gereformeerde Gemeente in Nederland te Alblasserdam in samenwerkten. Verder had hij tal van leidende functies binnen het kerkverband van de Oud Gereformeerde Gemeenten in Nederland. Toes bedankte na 1945 voor alle beroepen die hij kreeg. Ds. Toes kreeg in november 1968 een hartaanval. De laatste preek hield hij in 1971 waarna hij een tweede hartaanval kreeg. Begin 1973 werd aan ds. Toes om gezondheidsredenen emeritaat verleend. Alleen al in Kinderdijk bediende hij bijna drieduizend keer het woord. Ds. Toes stond geen exclusief kerkelijk standpunt voor. Gemeenteleden uit Alblasserdam die niet meer in staat waren om naar de kerk te lopen, adviseerde hij naar de Gereformeerde Gemeente in Nederland aan de Kerkstraat in Alblasserdam te gaan. ‘Daar kun je ook het goede horen, en dan hoef je de zondag niet te ontheiligen’. Veel contact had hij met tal van predikanten uit alle reformatorische kerkverbanden.
De rouwdienst werd bezocht door circa 2000 personen en werd geleid door ds. J. van der Poel uit Ede.

## Trivia
- In Kinderdijk is een straat vernoemd naar Barend Toes, het Dominee B. Toesplein.

- International Standard Name Identifier: 0000 0003 9454 2136
- Nederlandse Thesaurus van Auteursnamen: 069649960
- Virtual International Authority File: 289058607
- WorldCat: E39PBJbM7HxXmtHB3R8XJ8yw4q